# 1953 na música

## Música Popular
- Angela Maria: 
  - Fósforo Queimado, de Paulo Meneses, Milton Legey e Roberto Lamego
  - Orgulho, de Nelson Wederkind e Waldir Rocha
  - Vida de bailarina, de Chocolate e Américo Seixas
- Carmen Costa: Eu sou a outra, de Roberto Galeno
- Elizeth Cardoso: Alguém como tu, de Jose Maria de Abreu e Jair Amorim
- Inezita Barroso: Ronda, de Paulo Vanzolini
- Linda Batista: Risque, de Ary Barroso
- Nora Ney: De cigarro em cigarro, de Luiz Bonfá, e Preconceito, de A. Maria e F. Lobo
- Nelson Gonçalves: Camisola do dia, de Herivelto Martins
- Luiz Gonzaga: O xote das meninas, de Nelson Barbalho e Joaquim Augusto
- Tonico & Tinoco: Canto para não chorar
- Jackson do Pandeiro: Forró em Limoeiro e Sebastiana
- Dalva de Oliveira: Fim de comédia, de Ataulfo Alves, encerrando a polêmica entre o casal

## Nascimentos
| Data           | Nome                    | Profissão                               | Nacionalidade  | Observações | Ref |
| -------------- | ----------------------- | --------------------------------------- | -------------- | ----------- | --- |
| 6 de Janeiro   | Malcolm Young           | guitarrista                             | Escócia        |             |     |
| 9 de Março     | Lucinha Lins            | atriz e cantora                         | Brasil         |             |     |
| 23 de Março    | Chaka Khan              | cantora                                 | Estados Unidos |             |     |
| 22 de maio     | Janires Magalhães Manso | vocalista e guitarrista                 | Brasil         | m. 1988     |     |
| 15 de Junho    | Nando                   | baixista e vocalista                    | Brasil         |             |     |
| 22 de Junho    | Cyndi Lauper            | cantora e atriz                         | Estados Unidos |             |     |
| 28 de Julho    | Guilherme Arantes       | músico                                  | Brasil         |             |     |
| 29 de julho    | Geddy Lee               | cantor e músico                         | Canadá         |             |     |
| 7 de Outubro   | Tico Torres             | baterista                               | Estados Unidos |             |     |
| 21 de outubro  | Keith Green             | músico, cantor, compositor, evangelista | Estados Unidos | m. 1982     |     |
| 22 de Dezembro | Júlio Pereira           | músico                                  | Portugal       |             |     |

## Mortes
| Data       | Nome              | Profissão                                                                       | Nacionalidade | Observações | Ref |
| ---------- | ----------------- | ------------------------------------------------------------------------------- | ------------- | ----------- | --- |
| 5 de Março | Sergei Prokofiev  | compositor                                                                      | Rússia        | n. 1891     |     |
| 4 de Julho | Marcelo Tupinambá | músico                                                                          | Brasil        | n. 1889     |     |
| ??         | Raul Pederneiras  | caricaturista, ilustrador, pintor, professor, teatrólogo, compositor e escritor | Brasil        | n. 1874     |     |